# Empire Stadion (Gżira)
Het Empire Stadion was een multifunctioneel stadion in Gżira, Malta. Het stadion werd vooral gebruikt voor voetbalwedstrijden. In dit stadion speelde het Maltees voetbalelftal zijn thuiswedstrijden. Ook werden er regelmatig finales gespeeld van de Maltese voetbalbeker. Het stadion wordt momenteel niet meer gebruikt. Het is nooit afgebroken, maar inmiddels wel vervallen.

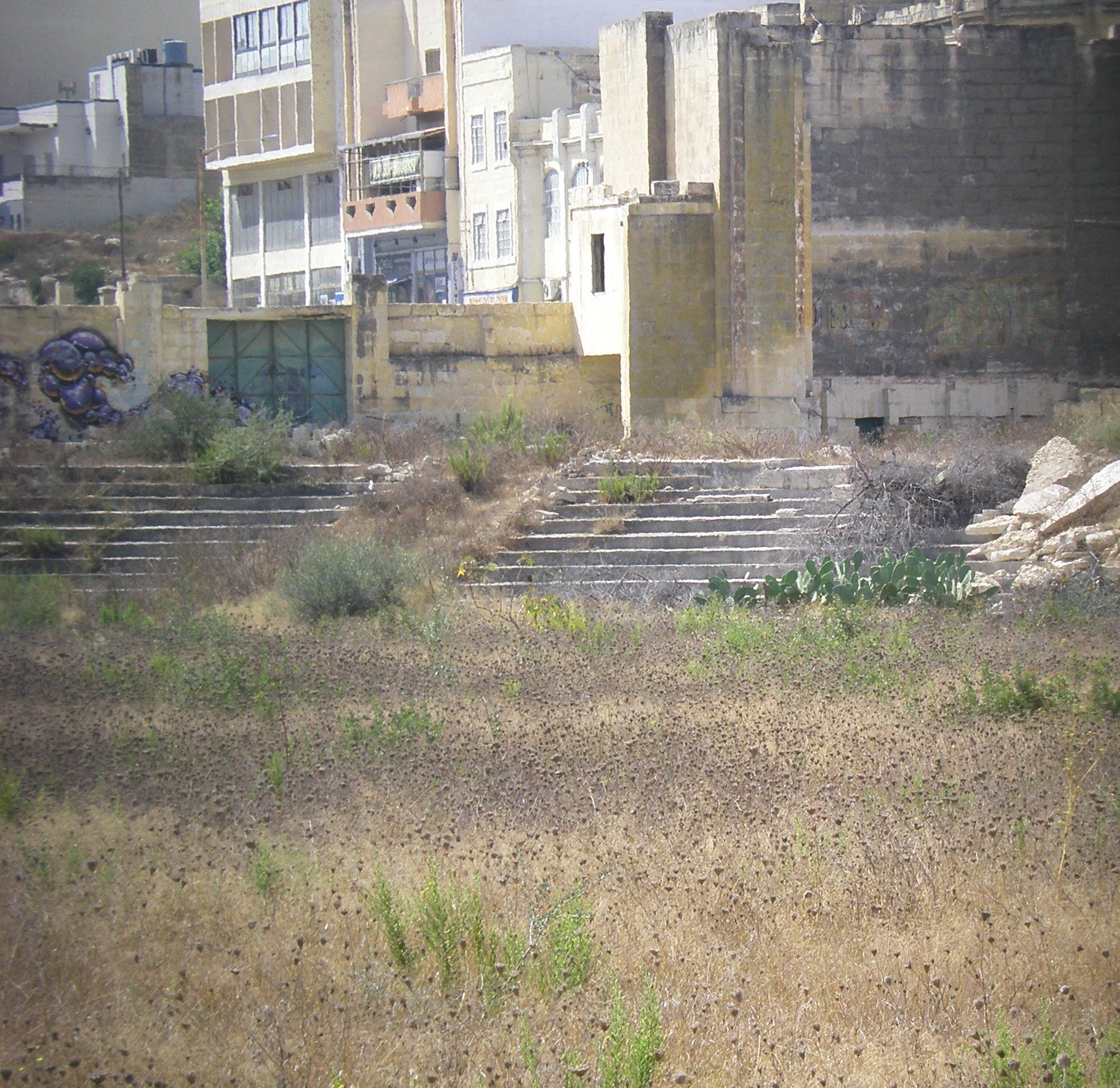
Het stadion is inmiddels vervallen.

Het stadion werd geopend in 1922, ter vervanging van het "Mile-End Football Ground", met een wedstrijd tussen MFA XI en HMS Ajax (2–2). Op 24 februari 1957 speelde Malta hier zijn eerste interland. Het land was destijds nog een Britse kolonie. In het seizoen 1961/62 van de Europacup I speelde Hibernians FC in dit stadion tegen het Zwitserse Servette FC en verloor met 1–2. In de jaren '70 raakte het stadion langzaam in onbruik en er kwamen steeds meer klachten over de conditie van het stadion. De Maltese overheid begon plannen te maken voor een beter stadion. Er kwam een nieuw stadion, het Ta' Qalistadion. Daardoor was dit stadion niet meer nodig. Op zondag 29 november 1981 werd voor de laatste keer in dit stadion gespeeld. Dat was een wedstrijd tussen Sliema Wanderers en Senglea Athletic (1–1).